# Das tolle Jahr von Erfurt
Das tolle Jahr von Erfurt ist die zusammenfassende Bezeichnung für die im Jahr 1509 begonnene Revolte der Stadtbevölkerung von Erfurt gegen ihre Ratsherren.

## Die Vorgeschichte
Die spätmittelalterliche Stadt Erfurt war im 15. Jahrhundert durch Waidhandel und das kaiserliche Messeprivileg zu einer der größten und bedeutendsten Städte im Reich aufgestiegen. Erfurt hatte seine Vormachtstellung in Thüringen stets gegen die Wettiner und die angrenzenden Grafschaften zu verteidigen, wozu es in der Folge an zahlreichen Konflikten beteiligt war. Zum Nutzen ihrer wirtschaftlichen Interessen hatte die Stadtregierung zudem beträchtliche Investitionen getätigt, um strategisch wichtige Burgen in ihre Hand zu bekommen.

### Fehden und kriegerische Verwicklungen
Bereits im Sächsischen Bruderkrieg waren die Erfurter durch zahlreiche Fehden geschwächt worden, durch die 1483 abgeschlossenen Schutzverträge mit den sächsischen Herzögen und dem Erzbistum Mainz wurden von der Stadt hohe, jährlich zu zahlende Schutzgelder abgefordert, die nachlassende Wirtschaftskraft und Fehlentscheidungen der Ratsherren führten zur Anhäufung weiterer Schulden, welche sich Anfang des Jahres 1509 auf die unvorstellbare Summe von 550.000 Gulden summiert hatten.

### Verlust der Messeprivilegien
Die Verleihung des Reichs-Messeprivilegs an die konkurrierende Handelsstadt Leipzig durch den römisch-deutschen König und späteren Kaiser Maximilian I. im Jahre 1497 und die Verschärfung dieser Bestimmungen im Jahr 1507 brachen Erfurts Wirtschaftskraft nachhaltig. Die für die Stadtverwaltung und die Kriegsführung notwendigen Einnahmen blieben aus.

## Ausbruch der Unruhen
Der Erfurter Ratsherr Heinrich Kellner hatte bis 1509 maßgeblichen Einfluss auf die Geldgeschäfte der Stadt, zudem hatte er die kostspielige Errichtung der Cyriaksburg veranlasst und wurde als Urheber der für Erfurt unvorteilhaften Verpfändung der Wasserburg Kapellendorf am 5. Mai 1508 angesehen. Um die bis da geheimgehaltene Zahlungsunfähigkeit der Stadtkasse noch zu verhindern, hatte er die Erhebung zusätzlicher Steuern und Abgaben von der Stadtbevölkerung verlangt. Die damit verbundene Empörung der Handwerker, Tagelöhner und Stadtarmen führte in der Stadt zur Bildung der Schwarzen Rotte – einem Geheimbund junger Handwerker mit dem Ziel, Kellner zu stürzen. Diese Verschwörung wurde aber verraten und Kellner ließ seine Gegner einkerkern.

### Ratsherr Kellners Ende
Als bei nächster Terminsetzung am 9. Juni 1509 die Zahlungsunfähigkeit der Stadtkasse publik wurde und die Schuldensumme bereits auf 600.000 Gulden angewachsen war, stürmten Vertreter der Zünfte und der Stadtarmut den Ratssaal, um die Ratsherren zu entmachten. Kellner, der durch eine selbstherrliche und provozierende Rede im Ratssaal die Unruhen ausgelöst hatte, gelang es zunächst zu entkommen.
„Wer ist die Gemeinde? – Dies ist die Gemeinde!“ Das schleuderte Obervierherr Heinrich Kellner auf sich selbst zeigend am 9. Juni 1509 den erzürnten Bürgern entgegen, die den Ratssaal stürmten. In diesen Worten lag das Selbstbewusstsein einer patrizischen Führungsschicht von reichen Kaufleuten und Waidhändlern, die über die Geschicke der Stadt bestimmten. Allerdings hatten sie Erfurt in den Jahrzehnten zuvor in den Ruin getrieben, was jetzt den Volkszorn erregte. Dieser ging als „tolles Jahr“ in die Geschichte ein.
Aufgeschreckt durch die Unruhen in der Stadt begannen die Kurfürsten von Mainz und die sächsischen Herzöge ein Ränkespiel, um ihren Einfluss in der Stadt zu festigen. Hierbei paktierte Mainz mit den Zünften, die Herzöge unterstützten die Adels- und Ratsgeschlechter.
Nach seiner Ergreifung war Kellners Schicksal besiegelt, er wurde nach qualvoller Folter und öffentlicher Aburteilung am 28. Juni 1509 auf dem Galgenberg gehängt.

### Ränkespiel der Herzöge
Gegen die Interessen und die zahlenmäßige Übermacht der Stadtbevölkerung konnten sich die bisher herrschenden Ratsherren nicht halten, viele verließen für eine Zeit die Stadt und schwächten so die Position der sächsischen Herzöge.

### Errichtung einer Landwehr über den Thüringer Wald
Um die wirtschaftlich in großer Notlage geratene Stadt wieder in die Knie zu zwingen, begannen die sächsischen Herzöge einen Handelskrieg gegen Erfurt. Neu angelegte Sperranlagen machten die Handelswege in Richtung Süden und Westen für Erfurter Waren unpassierbar. Bis 1512 wurde entlang des Rennsteigs eine fast geschlossene Landwehr von Ilmenau bis an die Werra bei Creuzburg aufgebaut und die bereits vorhandenen Werrabrücken und Furten von Treffurt bis Barchfeld gesichert.

## Erneuter Ausbruch von Unruhen – 1510

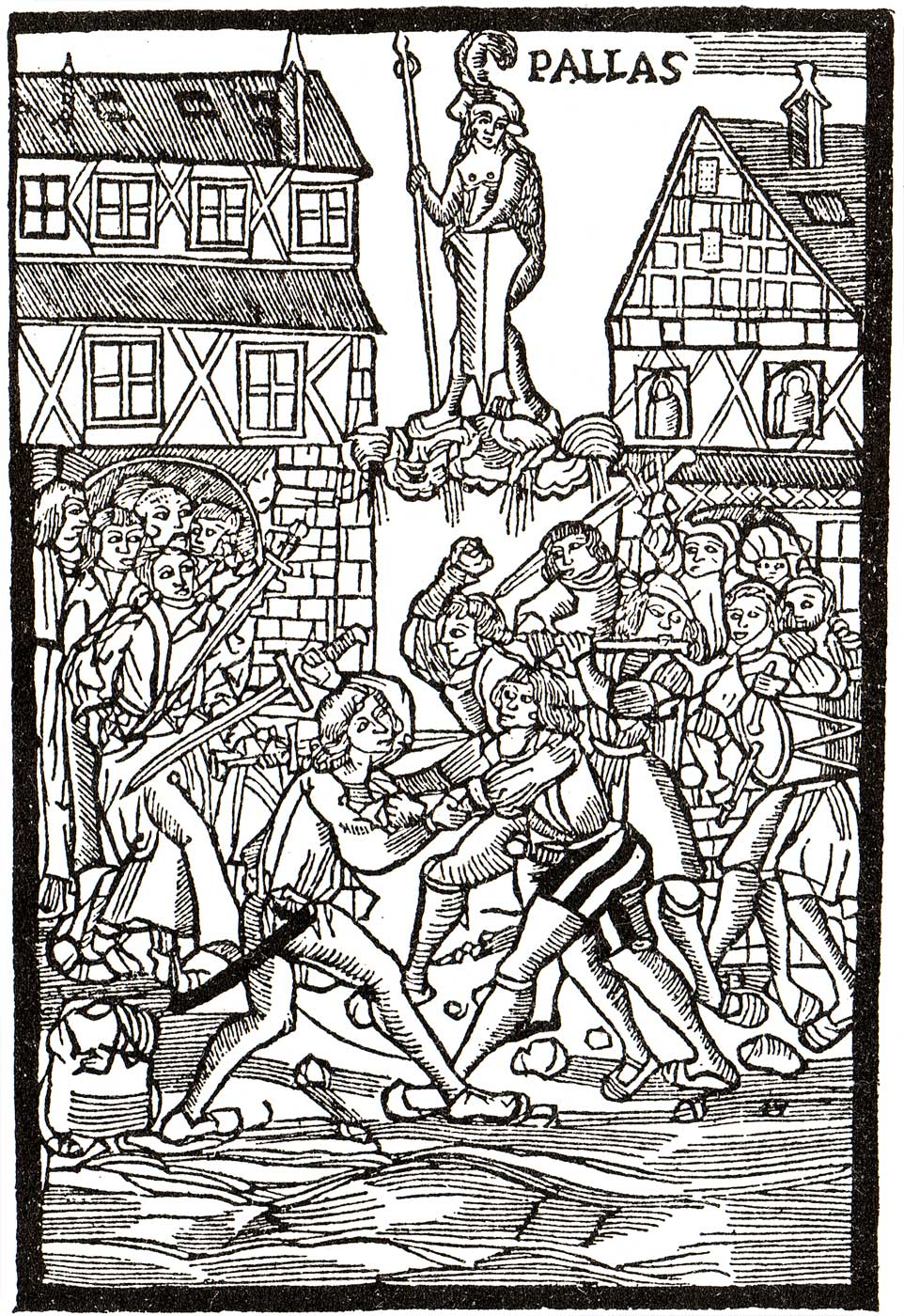
Zeitgenössisches Flugblatt zur Erfurter Revolte

Die in Erfurt ansässige Universität war für die Stadt ein wichtiger Wirtschaftsfaktor, die um 1500 in Erfurt lehrenden Humanisten zogen Studenten aus allen Teilen Europas an.
Die oft aus wohlhabenden Verhältnissen stammenden Studenten wurden 1510 Anlass für den erneuten Ausbruch der Unruhen in Erfurt. Indem diese mit den vertriebenen Ratsherren offen paktierten und oft provozierend ihren Reichtum zur Schau stellten, lösten sie eine zweite Welle von Gewalttaten aus, die als Erfurter Studentenhitze in der Stadtchronik Einzug fand.
Das Erfurter Collegium Maius und andere Universitätsgebäude wurden von den Handwerkern gestürmt und beschädigt, viele Studenten verließen danach Erfurt. Noch bis 1514 gärte es in der Stadt: ein Doktor Berthold Bobezahn, Stadtsyndikus und Angehöriger der Universität geriet in Streit mit dem Kannengießer Hans Kühn. Auf Druck der Zünfte wurde Bobezahn umgehend inhaftiert, gefoltert und gerädert, der ihm Beistand leistende Ratsherr Taubach wurde enthauptet.

## Folgen der Revolte
Der Ruf der Stadt Erfurt und die wirtschaftliche Situation war durch die Ereignisse des tollen Jahrs ruiniert. Zudem hatten sich die Bürger auf einen langen Handelskrieg mit den sächsischen Herzögen einzustellen, die Stadt war bereits zu großen Teilen von feindlich gesinnten Nachbarn umgeben. Die erst mit dem Naumburger Vertrag von 1516 aufgehobene Wirtschaftsblockade hatte der Stadt beträchtlichen Schaden zugefügt.

## Rezeption
Das tolle Jahr von Erfurt ist eines der Ereignisse, die von Johann Peter Theodor Janssen in seinem sechsteiligen Zyklus von Themen zur Geschichte der Stadt Erfurt gemalt wurden. Die Gemälde finden sich heute im Festsaal des Erfurter Rathauses.